# Mohammed Abdi Hashi
Mohammed Abdi Hashi (som. Maxamed Cabdi Xaashi; ar. محمد عبدي هاشي) – pełniący obowiązki prezydenta Puntlandu od października 2004 do 8 stycznia 2005.
Funkcję prezydenta autonomicznego Puntlandu objął z urzędu po tym, jak dotychczasowy prezydent Abdullahi Yusuf Ahmed został nowym przywódcą Somalii. Wcześniej był jego zastępcą. Wywodzi się z klanu Dhulbahante.